# Außerweg
Außerweg, auch Außernavis, ist ein Ort im Wipptal in Nordtirol, und Ortschaft der Gemeinde Navis im Bezirk Innsbruck-Land, Bundesland Tirol.

## Geographie
Außerweg liegt im Wipptal am Eingang des Navistals über Statz bei Matrei am Brenner, links im Wipptal, rechts im Navistal, an der Talschulter Sonnseitenberg des Mislkopfs (2623 m ü. A.) der Tuxer Alpen. Zum Ort gehören die Ortslagen Partull, die Häuser Moser–Beileler–Glasn–Reimer
und Bacher/Surmer gegen Oberweg.
Zum Ortschaftsgebiet, ortsüblich Außernavis genannt, gehört aber das gesamte äußere Navistal, wie auch die Gemeindegebiete im Wipptal, die sich noch bis an das Ufer der Sill zwischen Bahnhof Matrei und Mündung des Navisbachs erstrecken.

Das umfasst knapp 250 Gebäude mit 1014 Einwohnern. Dazu gehören auch die Rotte Mühlen am Talgrund des Wipptals, das Gewerbe- und Wohngebiet an der Sill südlich Matrei, und die Rotten St. Kathrein und Hölltal Navistaleinwärts unterhalb von Außerweg.

Außerdem gehören die Almen Mislalm unter dem Mislkopf, die Pastenalm, Schafalm, Schafalm-Hochleger am Bentlstein (2436 m ü. A.) auf der anderen Talseite, sowie Urbesalm und Vöstenalm, die schon im Weitichbachtal noch hinter Navis liegen, zur Ortschaft.
Nachbarorte und -ortschaften:
| Matrei am Brenner (Gem.)                | Schöfens (Gem. Matrei am Brenner)                  |                                             |
| Patull,Statz, (Ortsch., Gem. Mühlbachl) | Kompassrose, die auf Nachbargemeinden zeigt        | Unterweg (Ortsch.) Oberweg (Ortsch.)Hölltal |
| Mühlen                                  | St. Kathrein, Mauern (Ortsch., Gem. Steinach a.B.) |                                             |

## Ortsname
Der Ortsname ist wörtlich: In das Navisertal zieht sich von Matrei eine Straße, die heutige Naviser Landesstraße L 228, als Höhenweg, die das Hölltal, den äußeren Talgrund, umgeht. Bei Bacher (Wegscheid) trennt sie sich auf, führt zum Talgrund bei Navis, steigt gegen das Hintertal bei Häuserer wieder an, und kehrt dann als Höhenweg nach Bacher zurück. Die an den drei Abschnitten liegenden Ortschaften heißen Außerweg, Unterweg und Oberweg.
Heute spricht man im allgemeineren Sinne ortsüblich eher von Außernavis, da die Wipptaler Gemeindeteile zunehmend an Bedeutung gewinnen.

## Infrastruktur und Sehenswürdigkeiten
Außerweg hat eine Freiwillige Feuerwehr. Die Volksschule ist in St. Kathrein.
In Außerweg liegt der Kraler, ein Tiroler Hof unter Denkmalschutz, sowie die Friesner-Kapelle (Moostaler-Kapelle, Denkmalschutz)